# Françoise Nyssen
Françoise Nyssen (Etterbeek, 9 giugno 1951) è un'editrice e politica belga naturalizzata francese, dal 17 maggio 2017 al 16 ottobre 2018 è stata, sotto la presidenza di Emmanuel Macron, ministro della Cultura del Governo Philippe.

## Biografia
Figlia di Hubert Nyssen, fondatore di Actes Sud Editions, Françoise studia al Lycée francese a Bruxelles.  Ispirata dalla carriera del secondo marito di sua madre, il biochimico René Thomas,,  consegue la laurea in chimica presso la Libera Università di Bruxelles nel 1972, iniziando in seguito un dottorato in biochimica. Studia anche all'Istituto Saint-Luc di Bruxelles dal 1975 al 1978, ottenendo una laurea in pianificazione urbana presso l'Istituto Superiore di Urbanistica e Rinnovamento Urbano di Bruxelles, prima di entrare a far parte della direzione di architettura del Ministero dell'Ambiente belga e dell'ambiente di vita.
Nel 1980 entra a far parte del mondo dell'editoria, prima come partner, presidente e CEO della cooperativa editoriale Paradou.  Nel 1987 diventa associata e presidente del consiglio di amministrazione della casa editrice Actes Sud, fondata dal padre, con sede a Arles  e Parigi (Saint-Germain-des-Prés).  Allo stesso tempo fonda la libreria Actes Sud con il secondo marito, Jean-Paul Capitani,  un ingegnere agricolo, e dirige la collezione "Un endroit où aller", creata nel 1995.  Detiene il 95% del capitale della holding Actes Sud Participations..
Ottiene la nazionalità francese negli anni Novanta.
Dopo il suicidio  del figlio Antoine nel 2012, all'età di 18 anni, fonda nel 2014 con il marito la scuola Domaine du possible,, una scuola per "bambini precoci" nella tradizione della nuova educazione, diretta da Henri Dahan, ex delegato generale della federazione Steiner-Waldorf in Francia.. Il primo anno si svolge nella Cappella di Méjan,  poi la scuola si trasferisce in una fattoria a pochi chilometri da Arles dove accoglie un centinaio di studenti tra i 3 ei 16 anni nel settembre 2016.